# Jean de Birkenfeld-Gelnhausen (1638-1704)
Pour les articles homonymes, voir Jean de Birkenfeld-Gelnhausen.
Titre
Comte palatin de Birkenfeld à Gelnhausen
1er janvier 1669 – 21 février 1704
(35 ans, 1 mois et 20 jours)
Jean de Birkenfeld-Gelnhausen, né à Bischwiller le 17 octobre 1638 et mort à Gelnhausen le 21 février 1704, est comte palatin de Birkenfeld de 1654 à 1704 et le fondateur de la branche de Birkenfeld-Gelnhausen en 1669.

## Biographie

### Famille
Jean de Birkenfeld-Gelnhausen est le septième des neuf enfants de Christian Ier de Birkenfeld-Bischweiler (1598-1654) et de Madeleine-Catherine de Palatinat-Deux-Ponts (1607-1648).

### Formation et carrière militaire
Avec son frère aîné Christian II de Birkenfeld-Bischweiler, Jean est éduqué par Philip Jacob Spener et étudie ensuite à l'université de Strasbourg. Par la suite, les deux frères entreprennent un Grand Tour de cinq ans qui les mène, entre autres, en France, en Hollande, en Angleterre, en Suède et en Suisse.
Il participe en tant que commandant de cavalerie à l'armée d'un cousin palatin qui en 1654 était devenu roi de Suède sous le nom de Charles X Gustave et fait la guerre au Danemark en 1658. Plus tard, il combat lors de la Guerre austro-turque (1663-1664). Il entre ensuite au service néerlandais. Il participe en 1674 à la bataille de Seneffe et est promu au grade de premier chef d'armée. Il quitte ensuite l'armée pour se retirer sur ses terres à Gelnhausen.

### Création de la branche de Gelnhausen (1669)
En 1669, Jean de Birkenfeld acquiert la cour princière de Gelnhausen, dans le comté de Hanau-Lichtenberg, Palatinat du Rhin. Par un contrat signé avec son frère aîné Christian II de Birkenfeld, il reçoit l'apanage dit de Neubourg consistant en une rente de 6000 florins.

## Mariages et postérité
Jean de Birkenfeld-Gelnhausen épouse en premières noces à Weikersheim, le 30 mai 1685 Sophie Amélie comtesse palatine de Deux-Ponts (Zweibrücken 15 décembre 1646 - Gelnhausen 30 novembre 1695), fille de Frédéric de Palatinat-Deux-Ponts (1616-1661) et de Anne Julienne de Nassau-Sarrebrück (1617–1667), veuve de Siegfried, comte de Hohenlohe-Weickersheim (1619-1684).
De cette première union naît une fille :
- Madeleine Juliane de Birkenfeld-Gelnhausen (Gelnhausen 26 février 1686 - Plön 5 novembre 1720) qui épouse, en 1704, Joachim-Frédéric de Schleswig-Holstein-Plön (1668-1722).

Devenu veuf, Jean de Birkenfeld-Gelnhausen épouse, en secondes noces, le 28 juillet 1696, probablement à Gelnhausen, Esther Marie de Witzleben (Römhild 28 juillet 1665 - Gelnhausen 22 février 1725), fille de Georges Frédéric de Witzleben et de Marie Madeleine von Hanstein et veuve de Jean Frédéric von Brömbsen. 
De cette seconde union naissent cinq enfants :
- Frédéric de Birkenfeld-Gelnhausen (Gelnhausen 28 mai 1697 - Gelnhausen 5 août 1739), comte palatin de Birkenfeld-Gelnhausen en succession de son père en 1704, qui, en 1737, épouse Ernestine Louise de Waldeck (1705-1782) ;
- Jean de Birkenfeld-Gelnhausen (Gelnhausen 24 mai 1698 - Mannheim 10 février 1780), comte palatin de Birkenfeld-Gelnhausen en succession de son frère en 1739, qui épouse, en 1743, Sophie-Charlotte de Salm-Dhaun (1719-1770) ;
- Charlotte Catherine de Birkenfeld-Gelnhausen (Gelnhausen 19 décembre 1699 - Hungen 11 mai 1785) qui, en 1745, épouse Frédéric-Guillaume de Solms-Braunfels (1696-1761), Ier prince de sa maison ;
- Guillaume de Birkenfeld-Gelnhausen (Gelnhausen 4 janvier 1701 - La Haye 25 décembre 1760), gouverneur de Namur depuis 1757, sans alliance ;
- Sophie Marie de Birkenfeld-Gelnhausen (5 avril 1702 - Saalburg 13 novembre 1761) qui, en 1735, épouse le comte Henri XXV comte Reuss zu Gera (1681-1748).